# Вулиця Грядкова
Вулиця Грядкова — вулиця в Личаківському районі Львова, у місцевості Знесіння. Пролягає від вулиці Кукурудзяної на північ, до кінця забудови, де розгалужується на два напрямки — до вулиці Ковельської та до вулиці Польової.

## Історія та забудова
Вулиця виникла у складі селища Знесіння, місцевість, де пролягає вулиця, мала назву На Болотах. Сучасну назву вулиця отримала у 1933 році (назву уточнено у 1946 році), ймовірно, по аналогії із сусідньою вулицею Польовою, яка в ті часи мала назву Садова.
Забудована одноповерховими садибами різних часів.